# Санс, Марта
Марта Санс Пастор (исп. Marta Sanz Pastor, 1967, Мадрид) — испанская писательница, литературный критик.

## Биография
Защитила в университете Комплутенсе диссертацию об испанской поэзии переходного периода. Поступила в мадридский Литературный институт. В 1995 дебютировала романом Стужа. Закончила доцентуру в частном мадридском университете имени Антонио де Небрихи. Руководила литературным журналом Ni hablar. Ведёт хронику в газете El País, регулярно публикуется в культурном приложении к газете El Mundo, в сетевом журнале Público. Неизменная участница представительных антологий испанской прозы XXI века, сама составила антологию отечественной лирики последней трети XX в., сборник новелл о роковых женщинах.
«Черные романы» писательницы привлекают внимание публики и критики, отмечены несколькими премиями.

## Книги

### Романы
- Стужа/ El frío. Madrid: Debate, 1995 (переизд. 2012)
- Мертвые языки/ Lenguas muertas. Madrid: Debate, 1997
- Лучшие времена/ Los mejores tiempos. Madrid: Debate, 2001 (премия Национального радио Испании Критический глаз)
- Домашние животные/ Animales domésticos. Barcelona: Destino, 2003
- Сусанна и старцы/ Susana y los viejos. Barcelona: Destino, 2006 (финалист премии Надаля)
- Урок анатомии/ La lección de anatomía. Barcelona: RBA, 2008 (на автобиографическом материале)
- Black, black, black. Barcelona: Anagrama, 2010 (длинный список премии Эрральде)
- Настоящий сыщик не женится никогда/ Un buen detective no se casa jamás. Barcelona: Anagrama, 2012 (продолжение историй о сыщике-гомосексуале Артуро Сарко, начатых романом Black, black, black)
- Даниэла Астор и черный ящик/ Daniela Astor y la caja negra. Barcelona: Anagrama, 2013 (на материале массовой культуры переходного периода)
- Шоу бизнес/ Farándula. Barcelona; Anagrama, 2015. Премия Herralde de Novela[1].
- Ключица /Clavícula. Barcelona; Anagrama, 2017

### Новеллы
- El canon de normalidad. Madrid: H. Kliczkowski, 2006

### Стихи
- Perra mentirosa/ Hardcore. Madrid: Bartleby, 2010